# René Boudreaux
Pour les articles homonymes, voir Boudreaux.
Pas d'image ? Cliquez ici

a Compétitions nationales et continentales officielles uniquement.

b Matchs officiels uniquement.
René Boudreaux (né le 27 novembre 1880 à Paris 6e et mort le 8 septembre 1915 à Aubérive) était un joueur français de rugby à XV de 1,78 m pour 82 kg.

## Biographie
René Boudreaux jouait au poste de pilier gauche au SCUF. Il a également été sélectionné à deux reprises en équipe de France.
René Boudreaux  est mobilisé au sein du 103e RI à l'occasion du déclenchement de la Première Guerre mondiale et obtient le grade de lieutenant. Il meurt lors de ce conflit le 8 septembre 1915, « tué à l'ennemi » à Aubérive dans la Marne.
Son frère Pierre Boudreaux (1882-1914), philologue et membre de l'École française de Rome, est également mort pour la France, tué au combat du bois de Mort-Mare près de Flirey le 13 décembre 1914.

## Carrière de joueur

### Clubs successufs
- SCUF

### En équipe nationale
Il a disputé deux matches du Tournoi des Cinq Nations en 1910.